# 1990년 선댄스 영화제
제6회 선댄스 영화제는 1990년 1월 19일에 열린 시상식이다.

## 수상 및 후보

### 심사위원대상(미국 드라마)
- 카멜레온 스트리트 - 웰델 B. 해리스 주니어 수상
- 데니얼 - 에린 디그냄
- 호스플레이어 - 커트 보스
- 하우스 파티 - 레지날드 허들린
- 하우 투 비 루이즈 - 앤 프루노이
- 아이언 & 실크 - 셜리 선
- 킬-오프 - 매기 그린월드
- 오랜 친구 - 노먼 르네
- 매터 오브 디그리스 - W.T. 모건
- 메트로폴리탄 - 윗 스틸만
- 모탈 패션스 - 앤드류 레인
- 내츄럴 히스토리 오브 파킹 로츠 - 에버렛 루이스
- 네버 리브 네바다 - 스티브 스와츠
- 플롯 어게인스트 해리 - 마이클 로머
- 투 슬립 위드 앵거 - 찰스 버넷
- 믿을 수 없는 진실 - 할 하틀리

### 심사위원대상(미국 다큐멘터리)
- H-2 워커 - 스테파니 블랙 수상
- 커런트 이벤츠 - 랠프 아릭
- 댄스 오브 홉 - 데보라 샤퍄
- 댄싱 포 미스터 B - 데보라 딕슨 외1명
- 인 더 블러드 - 조지 버틀러
- 아메리칸 마스터스 - 제임스 볼드윈 - 카렌 쏘슨
- 메터모포시스 - 리사 리만
- 미스터 후버 앤 아이 - Emile de Antonio
- 디 아더 사이드 오브 더 문 - 믹키 렘
- 페인팅 더 타운 - 아맬리 R. 로드스칠드
- 프레스턴 스터제스 - 케네스 보저
- 티트로! - 파멜라 예이츠 외 2인
- 투 프로텍트 마더 어스 - 조엘 L. 프리드먼
- 비엔나 이즈 디퍼런트 - 수잔 코다 외 1인

### 심사위원특별상(미국 드라마)
- 투 슬립 위드 앵거 - 찰스 버넷 수상

### 심사위원특별상(미국 다큐멘터리)
- 삼사라 - 엘렌 부르노 수상

### 관객상 - 단편
- 버클리 인 더 식스티스 - 마크 키첼 수상
- 오랜 친구 - 노먼 르네 수상

### 필름메이커 트로피
- 메터모포시스 - 리사 리만 수상
- 하우스 파티 - 레지날드 허들린 수상

### 촬영상
- H-2 워커 - 스테파니 블랙 수상
- 하우스 파티 - 레지날드 허들린 수상